# قبلة في الصحراء (فلم)
قبلة في الصحراء هو أول فيلم سينمائى روائي مصري وعربي طويل وصامت في تاريخ السينما المصرية. من إنتاج 1928 إخراج وتأليف: إبراهيم لاما، تمثيَل: بدر لاما، بدرية رأفت، أنور وجدي، محمود المليجي، إيفون جوين، روحية خالد، حسن كامل، إبراهيم عادل ذو الفقار.

## قصة الفيلم
تعجب هيلدا (إيفون جوين) الفتاة الأجنبية بشفيق (بدر لاما) الشاب الإعرابى الذي يقيم في قرية بصحراء مصر لما أظهره من حسن الخلق، يحدث أن يتهم أهل القرية شفيق بقتل عمه عبد القادر؛ الأمر الذي يستدعى هروبه إلى الصحراء مع مجموعة من رجال العصابات ويصبح واحدًا منهم، ويصادف أثناء هجوم العصابة على إحدى القوافل، أن تكون هيلدا ضمن المتعرضين للهجوم، يحاول شفيق كف أذى العصابة عنها، لكن يقوم ثلاثة من أفراد العصابة بخطف هيلدا ويتمكن شفيق من إنقاذها ليفوز بها حبيبة وزوجة، ينقل السيد محمود نبأ براءته من قتل عمه.

## الممثلون
- بدر لاما
- بدرية رأفت
- أنور وجدي
- محمود المليجي
- إيفون جوين
- ديفيد ميفانو
- ماتيو ليفى
- ماريو دوناتو
- جلاديس بلي
- إبراهيم عادل ذو الفقار
- روحية خالد
- حسن كامل

## وصلات خارجية
- مقالات تستعمل روابط فنية بلا صلة مع ويكي بيانات
- صفحة الفيلم على موقع السينما
- صفحة الفيلم على قاعدة بيانات الأفلام على الإنترنت